# 21608 Gloyna
21608 Gloyna este un asteroid din centura principală de asteroizi.

## Descriere
21608 Gloyna este un asteroid din centura principală de asteroizi. A fost descoperit pe 7 aprilie 1999 la Socorro, New Mexico, în cadrul proiectului LINEAR. Asteroidul prezintă o orbită caracterizată de o semiaxă mare de 2,37 ua, o excentricitate de 0,15 și o înclinație de 5,6° în raport cu ecliptica.